# Barranco de Loba (ort)
Barranco de Loba är en ort i Colombia.   Den ligger i departementet Bolívar, i den norra delen av landet, 500 km norr om huvudstaden Bogotá. Barranco de Loba ligger 37 meter över havet och antalet invånare är 5 933.
Terrängen runt Barranco de Loba är platt. Runt Barranco de Loba är det ganska tätbefolkat, med 65 invånare per kvadratkilometer. Närmaste större samhälle är El Banco, 15,6 km öster om Barranco de Loba. Omgivningarna runt Barranco de Loba är en mosaik av jordbruksmark och naturlig växtlighet.